# Canton de Strasbourg-Sud
Le canton de Strasbourg-Sud est un ancien canton français situé dans le département du Bas-Rhin.

## Histoire
Le canton de Strasbourg-Sud est créé en 1833. 
De 1871 à 1919, il disparait alors que l'Alsace fait partie de l'Empire allemand.
Il est supprimé en 1962, lors du redécoupage de la ville en huit cantons.

## Représentation

### Conseillers généraux de 1833 à 1871 et de 1919 à 1962
| Période | Période | Identité                     | Étiquette         | Qualité |
| ------- | ------- | ---------------------------- | ----------------- | --- |
| 1833    | 1836    | Florent Saglio               | Centre            | Négociant, conseiller municipal de Strasbourg Député (1819-1823, 1827-1841)                                                       |
| 1836    | 1839    | Félix Momy (1794-1866)       |                   | Avocat à Strasbourg |
| 1839    | 1848    | Georges Schützenberger       | Centre gauche     | Professeur à la Faculté de droit Maire de Strasbourg (1837-1848) Député (1842-1845)                                               |
| 1848    | 1871    | Édouard Kratz                |                   | Ancien notaire, maire de Strasbourg (1848-1851)                                                                                   |
| 1871    | 1919    | occupation allemande         |                   | |
| 1919    | 1928    | Jacques Peirotes             | SFIO              | Journaliste Directeur politique de la Freie Presse Député (1924-1932) Maire de Strasbourg (1919-1929)                             |
| 1928    | 1940    | Charles Hueber               | PC-SFIC puis Ind. | Ouvrier serrurier puis gérant d'imprimerie Secrétaire de syndicat Maire de Strasbourg (1929-1935) Député (1924-1928 et 1936-1942) |
|         |         |                              |                   | |
| 1945    | 1951    | Paul Widmann (1903-1988)     | DVD-RPF           | Architecte, conseiller municipal de Strasbourg (1945-1971) Ancien résistant                                                       |
| 1951    | 1962    | Charles Arbogast (1913-1989) | MRP               | Ajusteur Député (1956-1958) Conseiller municipal de Bischheim                                                                     |

### Conseillers d'arrondissement (de 1833 à 1870 et de 1919 à 1940)
| Période                                  | Période | Identité                  | Étiquette | Qualité |
| ---------------------------------------- | ------- | ------------------------- | --------- | --- |
| 1833                                     | 1839    | Guillaume Lauth           |           | Négociant à Strasbourg                                                                                      |
|                                          |         |                           |           | |
| 1932                                     | 1937    | Henri Murschel            | PAOP      | Cheminot, ouvrier aux ateliers de Bischheim                                                                 |
| 1937                                     | 1940    | Émile Fritsch (1896-1988) | PC-SFIC   | Serrurier-ajusteur                                                                                          |
| 1940                                     |         |                           |           | Les conseils d'arrondissement ont été suspendus par la loi du 12 octobre 1940 et n'ont jamais été réactivés |
| Les données manquantes sont à compléter. |         |                           |           | |